# Cumalinsäure
Cumalinsäure ist eine chemische Verbindung aus der Gruppe der Pyrone.

## Gewinnung und Darstellung
Cumalinsäure kann durch Selbstkondensation von Äpfelsäure in rauchender Schwefelsäure gewonnen werden.

## Eigenschaften
Cumalinsäure ist ein hellgelber Feststoff.